# Carlos Mendoza y Sáez de Argandoña

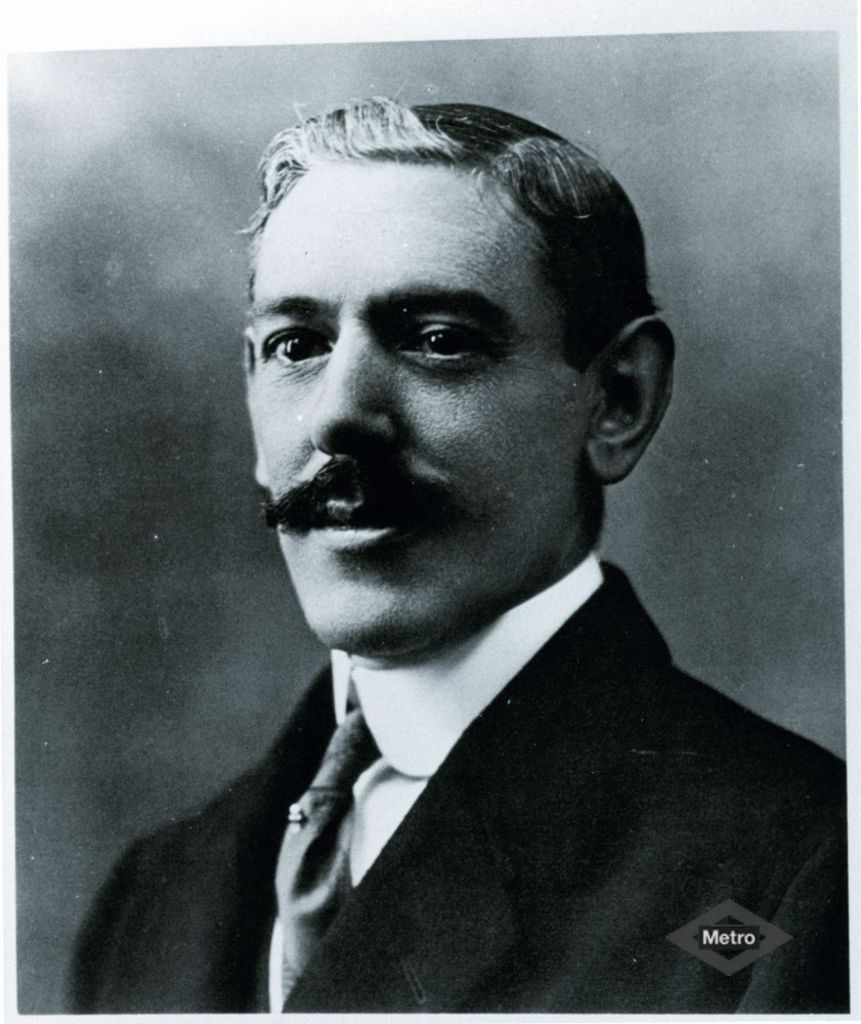
Carlos Mendoza, concesionario del Ferrocarril Metropolitano de Madrid

Carlos Mendoza Sáez de Argandoña (Madrid, 6 de noviembre de 1872-2 de junio de 1950) ingeniero de caminos español, académico, político, asambleísta, consejero nacional y procurador en Cortes. Asociado con Antonio González Echarte y Miguel Otamendi en proyectos relacionados con la tecnología hidroeléctrica, entre 1916 y 1919, la empresa de Mendoza se encargó de la proyección del Metropolitano de Alfonso XIII en Madrid.

## Biografía
Nació en el número 38 de la calle Valverde de Madrid, de familia burgalesa procedente de Álava. Cuando tenía ocho meses, su familia se trasladó al pueblo paterno, Vadocondes, en la provincia de Burgos. Allí permaneció hasta los ocho años en que la familia regresó a Madrid. Tras la muerte del padre, entró como alumno interno en el Colegio de San Antón, hasta que en 1888 pasó a la Escuela Preparatoria de Ingenieros y Arquitectos. En 1892, al suprimirse dicha Escuela, pasó a la de Caminos en la que acabó la carrera en 1896, con el número 3 de su promoción.
Empezó a trabajar en el estudio del ferrocarril de Madrid a Santoña pasando por Burgos, por cuenta de una sociedad francesa; pero, tras la crisis del 98, ésta desistió del proyecto. Formó entonces una oficina técnica con su compañero Alfredo Moreno.
Carlos Mendoza estuvo casado con Mercedes Gimeno y Sáenz de Buruaga, que falleció en Madrid el 8 de octubre de 1937, en plena Guerra civil española. Tuvieron varios hijos, tres de los cuales, Carlos, José Luis y Manuel Mendoza Gimeno, siguieron la carrera paterna de ingenieros de Caminos y otro, Rafael, fue arquitecto. Todos ellos trabajaron, en uno u otro momento, en empresas vinculadas a su padre.

## Proyectos
El primer encargo que recibieron fue del Marqués de Santillana para el aprovechamiento hidroeléctrico del río Manzanares. Para la Hidráulica Santillana construyeron una presa de derivación, el salto de Navallar y la central de la Marmota, en el Pardo; derivaron agua para abastecimiento de Colmenar Viejo y construyeron además una línea eléctrica y una conducción de aguas a Madrid. Enseguida se unieron con Antonio González Echarte, formado una sociedad que, juntando las primeras letras de sus apellidos, se denominó Mengemor.
El siguiente proyecto del grupo fue el Salto del Algar, en la provincia de Valencia, terminado en 1902. A continuación, compraron la central eléctrica de Tetuán, en Madrid; iniciaron la construcción del salto de Ohanes, en Almería, y en la provincia de Jaén construyeron el salto del Vado de las Ollas, en el río Guadalimar, para dar energía eléctrica a las minas de la región. Mendoza fue nombrado director técnico en 1906. En el Guadalquivir construyó los saltos, de presas móviles, de Mengíbar, Valtodano y el Carpio.
En 1908, junto con los también ingenieros Dámaso Torán y Luis Harguindey, presentó un proyecto al concurso para la canalización del Manzanares en Madrid y, aunque el concurso fue declarado desierto, su idea serviría de base para las obras que, después de la guerra y bajo la dirección del propio Mendoza, haría el organismo estatal Canalización del Manzanares.
En enero de 1919, en el Instituto de Ingenieros Civiles, pronunció una conferencia en que analizaba las posibles soluciones técnicas para el cruce del estrecho de Gibraltar y proponía la construcción de un puente tubular flotante para uso ferroviario. Para el estudio de este asunto, el Ministerio de Fomento por Real Orden del 15 de febrero, formó una Comisión integrada por Leonardo Torres Quevedo, Juan Manuel de Zafra y Bernardo Granda.
En ese mismo año 1919 presentó al Ministerio de Fomento un plan de Canalización y Fuerzas del Guadalquivir que incluía once aprovechamientos, mediante presas movibles, entre Alcalá del Río y Córdoba. Tras una larga tramitación, el plan fue aprobado en 1925 y Mendoza quedó como presidente de la sociedad formada con ese nombre. Pieza esencial del plan fue la presa del Jándula, de 87 metros de altura, inaugurada en 1932, con la particularidad de tener la central eléctrica incorporada en el cuerpo de la presa. Colaboradores en esta obra fueron el ingeniero Antonio del Águila y el arquitecto Casto Fernández-Shaw.
Otro proyecto importante de Carlos Mendoza fue el del Metropolitano de Madrid, emprendido junto con Antonio González Echarte y Miguel Otamendi, cuya concesión obtuvieron en 1917. Para la obtención del capital necesario contaron con la cooperación de Alfonso XIII, que aportó un millón de pesetas. La primera línea, entre las estaciones de Sol y Cuatro Caminos, se inauguró en octubre de 1919. Vinculado a este proyecto estuvo el de la Urbanizadora Metropolitana, sociedad que construyó una amplia zona de terreno entre Cuatro Caminos y la Moncloa.
En octubre de 1927 fue nombrado miembro de la Asamblea Nacional Consultiva en calidad de “Representante de Actividades de la Vida Nacional”; pero en mayo del año siguiente presentó la dimisión alegando la incompatibilidad con sus ocupaciones profesionales. Fue vocal del Consejo Superior de Ferrocarriles, en representación de los intereses industriales, cargo del que sería cesado tras la proclamación de la República, en junio de 1931. Pasó la guerra civil española en Madrid en difíciles condiciones; mientras tanto, en marzo de 1937, el mayor de sus hijos, Carlos, era nombrado capitán honorario por el gobierno de Burgos.
Después de la guerra recibió numerosos cargos y condecoraciones. En 1941 fue nombrado vocal del jurado central de la contribución sobre la renta y el 2 de marzo de 1943 delegado del Gobierno en el Consejo de Administración de la canalización del Manzanares. Desempeñó este cargo hasta diciembre de 1947. En 1943 recibió la medalla al Mérito en el Trabajo y la Gran Cruz de la Orden de Alfonso X el Sabio y, en 1944, la del Mérito Civil. Entre 1943 y 1949 participó en las Cortes Orgánicas por designación del Jefe del Estado. En 1947 fue nombrado consejero honorario del Cuerpo de Ingenieros de Caminos, Canales y Puertos; pero falleció antes de llegar a tomar posesión